# Oreobates pereger
Oreobates pereger is een kikker uit de familie Strabomantidae en werd voor het eerst wetenschappelijk beschreven door Lynch in 1975. De soort komt voor in Peru in de provincie Ayacucho op hoogtes van 2460 tot 2650 meter boven het zeeniveau. Oreobates pereger wordt bedreigd door het verlies van habitat.